# Santino Mazzucchelli
Santino Mazzucchelli (Baradero, Buenos Aires, 2 de julio de 2004) es un basquetbolista argentino que juega alternarnado en la posición de alero y ala-pívot en Platense de la Liga Nacional de Básquet de Argentina. Representó a su país a nivel internacional en la modalidad 3x3.

## Trayectoria
Formado en la cantera del Atlético Baradero, fue reclutado por Platense en 2021 para reforzar a su equipo de la Liga de Desarrollo. Al año siguiente, tras ser incluido en el plantel profesional del club como ficha juvenil, hizo su debut oficial en la Liga Nacional de Básquet.

## Selección nacional
Mazzucchelli ha representado a su país en la modalidad 3x3, disputando dos ediciones de la FIBA Youth Nations League 3x3 Américas (2024 y 2025), la Copa Mundial de Baloncesto 3x3 Sub-23 de 2024 y el torneo masculino de 3x3 de los Juegos Panamericanos Junior de 2025, donde obtuvo la medalla de oro.